# 天主教赖格尔教区
天主教賴格爾教區 （拉丁語：Dioecesis Raigarhensis）是印度一個羅馬天主教教區，屬賴布爾總教區。
教區的前身賴格爾-安比加布爾教區成立於1951年12月13日，1977年11月10日分為兩個教區。
教區位於恰蒂斯加爾邦東部賴格爾縣。2010年有教友61,770人（佔轄區總人口4.5%）、二十一個堂區、五十九名司鐸。現任教區主教為保祿‧托波。